# Municipio de Old Fields (condado de Wilson)
El municipio de Old Fields (en inglés: Old Fields Township) es un municipio ubicado en el  condado de Wilson en el estado estadounidense de Carolina del Norte. En el año 2010 tenía una población de 5.379 habitantes.

## Geografía
El municipio de Old Fields se encuentra ubicado en las coordenadas 35°44′11.93″N 78°5′19.95″O / 35.7366472, -78.0888750.